# НХЛ у сезоні 1959—1960
НХЛ у сезоні 1959/1960 — 43-й регулярний чемпіонат НХЛ. Сезон стартував 7 жовтня 1959. Закінчився фінальним матчем Кубка Стенлі 14 квітня 1960 між Монреаль Канадієнс та Торонто Мейпл-Ліфс перемогою «Канадієнс» 5:0 в матчі та 4:0 в серії. Це дванадцята перемога в Кубку Стенлі Монреаля.

## Матч усіх зірок НХЛ
13-й матч усіх зірок НХЛ пройшов 3 жовтня 1959 року в Монреалі: Монреаль Канадієнс — Усі Зірки 6:1 (0:0, 2:1, 4:0).

## Підсумкова турнірна таблиця
| # | Команда            | І  | В  | П  | Н  | ШЗ  | ШП  | Очки |
| - | ------------------ | -- | -- | -- | -- | --- | --- | ---- |
| 1 | Монреаль Канадієнс | 70 | 40 | 18 | 12 | 255 | 178 | 92   |
| 2 | Торонто Мейпл-Ліфс | 70 | 35 | 26 | 9  | 199 | 195 | 79   |
| 3 | Чикаго Блек Гокс   | 70 | 28 | 29 | 13 | 191 | 180 | 69   |
| 4 | Детройт Ред-Вінгс  | 70 | 26 | 29 | 15 | 186 | 197 | 67   |
| 5 | Бостон Брюїнс      | 70 | 28 | 34 | 8  | 220 | 241 | 64   |
| 6 | Нью-Йорк Рейнджерс | 70 | 17 | 38 | 15 | 187 | 247 | 49   |

## Найкращі бомбардири
| Гравець        | Команда            | І  | Г  | П  | О  |
| -------------- | ------------------ | -- | -- | -- | -- |
| Боббі Галл     | Чикаго Блек Гокс   | 70 | 39 | 42 | 81 |
| Бронко Хорват  | Бостон Брюїнс      | 68 | 39 | 41 | 80 |
| Жан Беліво     | Монреаль Канадієнс | 60 | 34 | 40 | 74 |
| Енді Бетгейт   | Нью-Йорк Рейнджерс | 70 | 26 | 48 | 74 |
| Анрі Рішар     | Монреаль Канадієнс | 70 | 30 | 43 | 73 |
| Горді Хоу      | Детройт Ред-Вінгс  | 70 | 28 | 45 | 73 |
| Берні Жоффріон | Монреаль Канадієнс | 59 | 30 | 41 | 71 |
| Дон Маккіні    | Бостон Брюїнс      | 70 | 20 | 49 | 69 |
| Вік Стасюк     | Бостон Брюїнс      | 69 | 29 | 39 | 68 |
| Ден Прентіс    | Нью-Йорк Рейнджерс | 70 | 32 | 34 | 66 |

## Плей-оф

### Півфінали
| - 24 березня. Чикаго - Монреаль 3:4 - 26 березня. Чикаго - Монреаль 3:4 ОТ - 28 березня. Монреаль - Чикаго 4:0 - 31 березня. Монреаль - Чикаго 2:0 Серія: Монреаль - Чикаго 4-0 | - 23 березня. Детройт - Торонто 2:1 - 26 березня. Детройт - Торонто 2:4 - 27 березня. Торонто - Детройт 5:4 3ОТ - 29 березня. Торонто - Детройт 1:2 ОТ - 2 квітня. Детройт - Торонто 4:5 - 3 квітня. Торонто - Детройт 4:2 Серія: Детройт - Торонто 2-4 |

### Фінал
- 7 квітня. Торонто - Монреаль 2:4
- 9 квітня. Торонто - Монреаль 1:2
- 12 квітня. Монреаль - Торонто 5:2
- 14 квітня. Монреаль - Торонто 4:0

Серія: Монреаль - Торонто 4-0

## Призи та нагороди сезону
| Нагороди                 | Гравець     | Команда            |
| ------------------------ | ----------- | ------------------ |
| Пам'ятний трофей Колдера | Білл Хей    | Чикаго Блек Гокс   |
| Трофей Арта Росса        | Боббі Галл  | Чикаго Блек Гокс   |
| Пам'ятний трофей Гарта   | Горді Хоу   | Детройт Ред-Вінгс  |
| Приз Джеймса Норріса     | Дуг Гарві   | Монреаль Канадієнс |
| Приз Леді Бінг           | Дон Маккіні | Бостон Брюїнс      |
| Трофей Везини            | Жак Плант   | Монреаль Канадієнс |

| Нагорода               | Клуб               |
| ---------------------- | ------------------ |
| Приз принца Уельського | Монреаль Канадієнс |
| Кубок Стенлі           | Монреаль Канадієнс |

## Команда всіх зірок
| Перша команда                      | Позиція              | Друга команда                      |
| ---------------------------------- | -------------------- | ---------------------------------- |
| Глен Голл, Чикаго Блек Гокс        | Воротар              | Жак Плант, Монреаль Канадієнс      |
| Дуг Гарві, Монреаль Канадієнс      | Захисник             | Аллан Стенлі, Торонто Мейпл-Ліфс   |
| Марсель Проново, Детройт Ред-Вінгс | Захисник             | П'єр Пільот, Чикаго Блек Гокс      |
| Жан Беліво, Монреаль Канадієнс     | Центральний нападник | Бронко Хорват, Бостон Брюїнс       |
| Горді Хоу, Детройт Ред-Вінгс       | Правий нападник      | Берні Жоффріон, Монреаль Канадієнс |
| Боббі Галл, Чикаго Блек Гокс       | Лівий нападник       | Ден Прентіс, Нью-Йорк Рейнджерс    |

## Дебютували
- Даллас Сміт, Бостон Брюїнс
- Білл Хей, Чикаго Блек Гокс
- Жан-Клод Трамбле, Монреаль Канадієнс
- Дейв Балон, Нью-Йорк Рейнджерс
- Кен Шинкель, Нью-Йорк Рейнджерс

## Завершили виступи
- Флемінг Маккелл, Бостон Брюїнс
- Моріс Рішар, Монреаль Канадієнс
- Ел Роллінз, Нью-Йорк Рейнджерс
- Гаррі Ламлі, Бостон Брюїнс
- Дейв Крейтон, Торонто Мейпл-Ліфс